# A-League (1995-2004)
Pour les articles homonymes, voir A-League (homonymie).
La A-League  est une ancienne ligue professionnelle de soccer regroupant des équipes américaines et canadiennes qui constitua le second niveau de la hiérarchie du soccer nord-américain (États-Unis et Canada) après la Major League Soccer. Elle dura de 1995 jusqu'à 2004 où elle fut remplacée par l'USL First Division.

## Histoire

### Les origines

Logo original de la A-League

On peut remonter à 1986 et 1987 pour retrouver les origines de la A-League avec la création de trois ligues semi-professionnelles. Au nord-ouest, la Western Soccer Alliance (WSA) est une ligue extérieure se jouant en été et émergeant en réponse à la dissolution de la North American Soccer League à l'issue de la saison 1984,. Au sud-ouest, la Southwest Indoor Soccer Alliance (SISL) est créée à la suite de la recrudescence de popularité de la Major Indoor Soccer League. Enfin, en 1987, la Ligue canadienne de soccer est fondée avec huit équipes à travers le Canada.
Tandis que la SISL demeure plutôt anonyme parmi les amateurs de soccer, la Western Soccer Alliance connaît une bonne médiatisation et inspire la création de la troisième version de l'American Soccer League en 1988. À l'été 1989, ces deux ligues considèrent la possibilité de fusionner, alors qu'au même moment, la SISL atteint le nombre de 17 équipes en intérieur en plus d'ajouter une saison extérieure en été, mieux connue sous le nom de Southwest Outdoor Soccer League, avec huit équipes. En 1990, la WSA et l'ASL fusionnent afin de former l'American Professional Soccer League (APSL), une ligue exclusivement d'extérieur avec 22 équipes à travers les États-Unis,, pendant que la SISL s'étend à quatorze équipes en soccer extérieur.
En 1992, la SISL est renommée en United States Interregional Soccer League (USISL) et est alors composée de 22 équipes. En 1993, le nombre d'équipes de la USISL atteint 42 franchises.
Avec la dissolution de la Ligue canadienne de soccer, le processus de fusion entre les différentes ligues se poursuit en 1993. Cela amène trois équipes canadiennes, les Vancouver 86ers, le Toronto Blizzard ainsi que l'Impact de Montréal, à se joindre à l'American Professional Soccer League pour la saison 1993. Ainsi, à l'été 1993, seules deux ligues de soccer extérieur, la United States Interregional Soccer League et l'American Professional Soccer League, ont une envergure nationale en Amérique du Nord. Malgré tout, si la USISL gagne en popularité, la tendance est inverse pour l'APSL.

### Formation de la ligue et dissolution
| Saison | Équipes |
| ------ | ------- |
| 1995   | 6       |
| 1996   | 7       |
| 1997   | 24      |
| 1998   | 28      |
| 1999   | 30      |
| 2000   | 25      |
| 2001   | 21      |
| 2002   | 18      |
| 2003   | 19      |
| 2004   | 16      |

En 1995, l'American Professional Soccer League se contracte à six équipes - deux canadiennes et quatre américaines. La même année, la ligue change de nom pour prendre celui d'A-League. À ce moment-là, la USISL propose deux ligues, avec la Professional League, dont les participants sont pleinement professionnels, et la Premier League regroupant des équipes semi-professionnelles et amateures. En 1996, la USISL créée la Select League avec 21 de ses meilleures franchises. Avec la création de la Select League, la USISL entre ainsi en concurrence directe avec la A-League pour la reconnaissance comme division II en Amérique du Nord auprès de l'USSF. Cette situation pousse la A-League - composée d'anciennes équipes de la Western Soccer Alliance, de l'American Soccer League et de la Ligue canadienne de soccer - et la USISL à entrer en négociations sur une possibilité de fusion entre les deux ligues prépondérantes. La création de la Major League Soccer en 1996 comme une première division américaine favorise également cette fusion.
En 1997, six des sept équipes restantes en A-League, l'Impact de Montréal, les Colorado Foxes, les Seattle Sounders, les Rochester Raging Rhinos, les Vancouver 86ers et les Atlanta Ruckus, ainsi que deux équipes d'expansion devant rejoindre la A-League, le Toronto Lynx et les Hershey Wildcats, se joignent à la USISL Select League pour former la USISL A-League, une division II fusionnée en Amérique du Nord avec des bases solides et 24 équipes,.
En 1999, la USISL est renommée et devient la United Soccer Leagues (USL), la USISL A-League devient alors la USL A-League. En 2005, la USL A-League se contracte et est officiellement renommée en USL First Division (ou USL-1), changeant ainsi d'identité. La USL First Division reste alors la ligue d'élite au Canada jusqu'en 2010, après que le Toronto FC ait fait son entrée Major League Soccer en 2007, devenant alors une seconde division.

### Les équipes de A-League
|  | - Atlanta Silverbacks (1995-2004) - Boston Bulldogs (1997-2000) - Calgary Mustangs (2002-2004) - California Jaguars (1995-1998) - Carolina Dynamo (1997) - Charleston Battery (1997-2004) - Charlotte Eagles (2001-2003) - Cincinnati Riverhawks (1998-2003) - Connecticut Wolves (1995-2001) - Edmonton Aviators (2004) - El Paso Patriots (1997-2003) - Hershey Wildcats (1997-2001) - Impact de Montréal (1995-2004) - Indiana Blast (1999-2003) |  | - Jacksonville Cyclones (1997-1999) - Lehigh Valley Steam (1999) - Long Island Rough Riders (1997-2001) - Maryland Mania (1999) - Milwaukee Rampage (1997-2002) - Milwaukee Wave United (2003-2004) - Minnesota Thunder (1997-2004) - MLS Project 40 (1998-2000) - Nashville Metros (1997-2001) - New Orleans Storm (1997-1999) - New York Centaurs (1995-1996) - Orange County Waves (2000) - Orlando Sundogs (1997) - Pittsburgh Riverhounds (1999-2003) |  | - Portland Timbers (2001-2004) - Puerto Rico Islanders (2004) - Raleigh Capital Express (1997-2000) - Richmond Kickers (1997-2004) - Rochester Raging Rhinos (1997-2004) - Sacramento Geckos (1998-1999) - San Diego Flash (1995-2001) - San Francisco Bay Seals (1998-2000) - Seattle Sounders (1995-2004) - Staten Island Vipers (1998-1999) - Syracuse Salty Dogs (2003-2004) - Toronto Lynx (1997-2004) - Vancouver Whitecaps (1995-2004) - Virginia Beach Mariners (1997-2004) |

### Organisation de la saison
Les saisons de A-League sont organisées en deux parties, une saison régulière suivie des séries éliminatoires. En saison régulière, les équipes sont réparties en conférences ou en divisions selon le nombre d'équipes engagées. Les séries éliminatoires qui suivent la saison régulière mettent aux prises les meilleures équipes de chaque conférence ou division. Les équipes s'affrontent alors en fonction de leur rang dans la conférence jusqu'à la finale de celle-ci, le vainqueur des séries éliminatoires étant l'équipe gagnant la rencontre opposant les champions des deux conférences. Chaque ronde des séries éliminatoires se jouent sur deux rencontres sauf pour la finale du championnat.

## Palmarès et statistiques

### Palmarès en saison régulière
| Année | Vainqueur                   | Fiche (V-N-D) | Pts | En séries                  | Séries (V-N-D) | Dauphin            | Fiche (V-N-D) | Pts |
| ----- | --------------------------- | ------------- | --- | -------------------------- | -------------- | ------------------ | ------------- | --- |
| 1995  | Impact de Montréal          | 17-7          | 51  | Demi-finales               | 1-2            | Seattle Sounders   | 18-6          | 51  |
| 1996  | Impact de Montréal (2)      | 21-6          | 55  | Demi-finales               | 0-1            | Colorado Foxes     | 16-11         | 44  |
| 1997  | Impact de Montréal (3)      | 21-7          | 61  | Finale de conférence       | 3-2            | Hershey Wildcats   | 19-9          | 55  |
| 1998  | Rochester Raging Rhinos     | 24-4          | 70  | Champion                   | 6-0            | San Diego Flash    | 21-7          | 61  |
| 1999  | Rochester Raging Rhinos (2) | 22-6          | 92  | Finale                     | 5-3            | San Diego Flash    | 20-8          | 90  |
| 2000  | Minnesota Thunder           | 20-4-4        | 99  | Finale                     | 4-0-2          | Milwaukee Rampage  | 18-1-9        | 89  |
| 2001  | Richmond Kickers            | 16-3-7        | 76  | Quarts de finale           | 0-2-0          | Hershey Wildcats   | 16-3-7        | 75  |
| 2002  | Seattle Sounders            | 23-1-4        | 107 | Demi-finales de conférence | 0-0-2          | Charleston Battery | 19-6-3        | 89  |
| 2003  | Milwaukee Wave United       | 18-0-10       | 54  | Finale de division         | 1-0-1          | Impact de Montréal | 16-6-6        | 54  |
| 2004  | Portland Timbers            | 18-3-7        | 57  | Demi-finales de conférence | 1-0-1          | Impact de Montréal | 17-5-6        | 56  |

### Palmarès en séries éliminatoires
| Année | Vainqueur                   | Score            | Finaliste               |
| ----- | --------------------------- | ---------------- | ----------------------- |
| 1995  | Seattle Sounders            | 1-1 (2-1 t.a.b.) | Atlanta Ruckus          |
| 1996  | Seattle Sounders (2)        | 2-0              | Rochester Raging Rhinos |
| 1997  | Milwaukee Rampage           | 1-1 (3-0 t.a.b.) | Carolina Dynamo         |
| 1998  | Rochester Raging Rhinos     | 3-1              | Minnesota Thunder       |
| 1999  | Minnesota Thunder           | 2-1              | Rochester Raging Rhinos |
| 2000  | Rochester Raging Rhinos (2) | 3-1              | Minnesota Thunder       |
| 2001  | Rochester Raging Rhinos (3) | 2-0              | Hershey Wildcats        |
| 2002  | Milwaukee Rampage (2)       | 2-1 b.e.o.       | Richmond Kickers        |
| 2003  | Charleston Battery          | 3-0              | Minnesota Thunder       |
| 2004  | Impact de Montréal          | 2-0              | Seattle Sounders        |

### Bilan
| Club                    | Titres | Finalistes | Saison régulière |
| ----------------------- | ------ | ---------- | ---------------- |
| Rochester Raging Rhinos | 3      | 2          | 2                |
| Seattle Sounders        | 2      | 1          | 1                |
| Milwaukee Rampage       | 2      | 0          | 0                |
| Impact de Montréal      | 1      | 0          | 3                |
| Minnesota Thunder       | 1      | 0          | 1                |
| Charleston Battery      | 1      | 0          | 0                |
| Richmond Kickers        | 0      | 1          | 1                |
| Portland Timbers        | 0      | 0          | 1                |
| Milwaukee Wave United   | 0      | 0          | 1                |

### Records
| Saison | Meilleur joueur  | Équipe                  |
| ------ | ---------------- | ----------------------- |
| 1995   | Peter Hattrup    | Seattle Sounders        |
| 1996   | Wolde Harris     | Colorado Foxes          |
| 1997   | Doug Miller      | Rochester Raging Rhinos |
| 1998   | Mark Baena       | Seattle Sounders        |
| 1999   | John Swallen     | Minnesota Thunder       |
| 2000   | Vitalis Takawira | Milwaukee Rampage       |
| 2001   | Paul Conway      | Charleston Battery      |
| 2002   | Leighton O'Brien | Seattle Sounders        |
| 2003   | Thiago Martins   | Pittsburgh Riverhounds  |
| 2004   | Greg Sutton      | Impact de Montréal      |

| Saison | Meilleur buteur                               | Équipe                                                | Unités |
| ------ | --------------------------------------------- | ----------------------------------------------------- | ------ |
| 1995   | Peter Hattrup                                 | Seattle Sounders                                      | 11     |
| 1996   | Doug Miller                                   | Rochester Raging Rhinos                               | 18     |
| 1997   | Doug Miller                                   | Rochester Raging Rhinos                               | 23     |
| 1998   | Mark Baena                                    | Seattle Sounders                                      | 24     |
| 1999   | Mark Baena Niall Thompson                     | Seattle Sounders Vancouver 86ers                      | 20     |
| 2000   | Paul Conway Greg Howes Johnny Menyongar       | Charleston Battery Seattle Sounders Minnesota Thunder | 17     |
| 2001   | Paul Conway                                   | Charleston Battery                                    | 22     |
| 2002   | Fadi Afash McKinley Tennyson Eduardo Sebrango | Portland Timbers Impact de Montréal                   | 18     |
| 2003   | Thiago Martins                                | Pittsburgh Riverhounds                                | 22     |
| 2004   | Alan Gordon Dante Washington                  | Portland Timbers Virginia Beach Mariners              | 17     |